# Степанова Євгенія Якимівна
Євгенія Якимівна Степанова (6 січня 1900, місто Балашов, тепер Саратовської області, Російська Федерація — 1988, місто Москва) — радянська діячка, старший науковий співробітник, заступник директора Інституту Маркса-Енгельса-Леніна-Сталіна (Інституту марксизму-ленінінзму) при ЦК ВКП(б). Кандидат у члени ЦК КПРС у 1952—1956 роках. Кандидат історичних наук, доктор історичних наук (1959).

## Життєпис
Член РКП(б) з 1918 року.
У 1918—1928 роках — на партійній і викладацькій роботі.
У 1931 році закінчила Інститут червоної професури.
У 1931—1937 роках — науковий співробітник Інституту Маркса-Енгельса-Леніна при ЦК ВКП(б).
У 1943—1952 роках — старший науковий співробітник Інституту Маркса-Енгельса-Леніна-Сталіна при ЦК ВКП(б).
У 1953—1958 роках — заступник директора Інституту Маркса-Енгельса-Леніна-Сталіна (Інституту марксизму-ленінінзму) при ЦК КПРС.
З 1958 року — консультант Інституту марксизму-ленінінзму при ЦК КПРС. 
Потім — персональний пенсіонер у Москві.
Померла 1988 року в Москві.

## Основні публікації
- Маркс і Енгельс в перші місяці революції 1848—1849 років / Збірник до 100-річчя революції 1848 року. М., 1949
- Фрідріх Енгельс (1935, 2-е, перероблене і доповнене видання, М., 1956)
- Фрідріх Енгельс: короткий біографічний нарис. 3-е вид. М., 1980
- Карл Маркс: Короткий біографічний нарис. М., 1983
- Член авторського колективу, який підготував праці: «Карл Маркс. Біографія» (1968, 2-е вид. 1973) та «Фрідріх Енгельс. Біографія» (1970)
- Укладач і редактор низки томів 1-го і 2-го видання творів Карла Маркса і Фрідріха Енгельса

## Нагороди і звання
- орден Жовтневої Революції
- орден Трудового Червоного Прапора
- орден Дружби народів (4.01.1980)
- медалі
- лауреат премії імені В. І. Леніна Академії наук СРСР (1936)
- заслужений діяч науки Російської РФСР (1971)